# توبة بن الحمير
توبة بن الحمير من الشعراء العرب، اشتهر بعشقه المتبادل مع ليلى الأخيلية.

## اسمه وكنيته ولقبه
أبو حرب، أبوه الحمير بن حزم من بني عُقيل

## نسبه
هو توبة بن الحمير بن حزم بن خفاجة العقيلي العامري (توفي حوالي عام 704م)

## سيرته
شاعر عربي من عشاق العرب من بني عامر بن صعصعة، اشتهر بعشقه لإبنة عمه ليلى الأخيلية طلبها من والدها فرفض لاشتهار حبهما.
ومما زاد في ذيوع صيته وشهرته أن حبيبته ليلى كانت شاعرة بل لم يتقدم عليها من شاعرات العرب سوى الخنساء، وقد رثته ليلى بأشعار وجدانية عارمة.
أنشد في حبه لليلى العديد من الأشعار وبعضا كان مشبباً بها لرفض والدها تزويجه إياها.
زوّجها والدها لشخص من بني الأدلع رغماً عنها لكن رغم زواجها منه فإن توبة استمر في لقاء ليلى حتى اشتكى أهل الزوج إلى الخليفة فأهدر دمه. قتله شخص كان توبة قد قتل والده.

## صعلكته
كان توبة من الشعراء الصعاليك المشهورين، وكان صاحب إغارات ولصوصية وفتك، وكان يوجه الغارات غالبا على همدان وبني الحارث بن كعب، مع أن الشقة بعيدة بموطنه وبينهما.

## وصلات خارجية
- ديوان توبة بن الحمير في بوابة الشعراء